# Doblaje localizado
El doblaje localizado es una forma de voz en off. Es la práctica del doblaje, con alteraciones significativas o adaptaciones, de una película en una lengua extranjera, de cine arte o de series de televisión. La localización del doblaje es un tema importante para los aficionados de películas y series extranjeras, en particular de los fanes del anime. Mientras que cierto nivel de adaptación es inevitable en la traducción, la controversia en torno al grado de adaptación (localización) aceptable es un constante entre los aficionados, especialmente cuando el producto final es significativamente diferente de la original. Algunos fruncen el ceño ante cualquier modificación, mientras que otros la esperan y, hasta cierto punto, la valoran. Algunos doblajes localizados se consideran tan extremos que se afirma que el resultado es un producto completamente diferente.

## Doblajes localizados controvertidos
Muchos doblajes localizados son el objeto de controversia. Un ejemplo notorio es la serie Sailor Moon de DiC Entertainment, que se adaptó para eliminar episodios, se cambió la animación (invertiendo la animación en algunas escenas para que los coches no circularan por el lado "equivocado" de la carretera), y se utilizó la jerga valley girl y otras jergas, especialmente en los primeros 65 episodios. Las temporadas posteriores tenían menos eliminación de contenidos culturales japoneses y prácticamente ninguno de la animación. Sin embargo, el doblaje de la tercera y cuarta temporadas de Cloverway sigue siendo controvertido debido a múltiples cambios de nombre de los personajes e incoherencias diversas, incluidos los nombres de elementos importantes del argumento, el cambio de sexo de un personaje travesti, convertir a Sailor Uranus y Sailor Neptuno en primas en un intento de disfrazar su relación originalmente lesbiana, y la referencia de kana japonés en el contexto como "símbolos" en lugar del contexto original de no tener Kanji. A pesar de estos cambios, muchos fanes de la serie prefieren la versión doblada por su valor nostálgico. Las dos primeras temporadas de Sailor Moon se distribuyeron finalmente en una versión DVD sin recortes, subtitulada, y la tercera y cuarta temporadas se distrinbuyeron en versiones dobladas sin recortes, con recortes, y subtituladas, además de DVD bilingües.
Muchos de los doblajes de anime de 4Kids Entertainment, tales como los de Yu-Gi-Oh!, Yu-Gi-Oh! GX, Yu-Gi-Oh!5D's, Sonic X, Tokyo Mew Mew, Pokemon, Shaman King, Winx Club y One Piece son polémicos entre los aficionados del anime en gran parte debido a los problemas de localización, incluyendo una extensa y a veces extraña censura (como cambiar una pistola por una de juguete o un cigarrillo por una piruleta) con el fin de emitirlo en la televisión infantil de los Estados Unidos.
Muchos de los doblajes de animación en inglés contienen niveles de lenguaje para adultos medio a fuerte que es inexistente en las versiones japonesas originales. Los mejores ejemplos son el de Yu Yu Hakusho y sin editar el doblaje de One Piece.
Una serie en particular, Science Ninja Team Gatchaman, se le dio dos doblajes en inglés fuertemente localizada en forma de Battle of the Planets y a partir de Sandy Frank, y  G-Force: Guardians of Space de Ted Turner y Fred Ladd. La producción de Battle of the Planets agregó nueva animación a la serie, cambiando el personaje de un niño a una forma de vida artificial con un impedimento del habla, añadió un nuevo personaje principal, anglicismo de todos los nombres de personajes, eliminó varios episodios enteros, y fue fuertemente editado en su contenido. G-Force fue una adaptación más precisa, pero todavía con anglicismo de todos los nombres de los personajes, y fuertemente editado el material de archivo de contenido (aunque en menor medida que Battle of the Planets). La primera localización tuvo un éxito moderado, mientras que la segunda fue más popular en el extranjero, pero aun así se podía ver en EE. UU. Sus dos series secuela, Gatchaman II y Gatchaman F también fueron fuertemente localizadas por Saban Entertainment en forma de Eagle Riders, y también experimentaron la misma importante censura de episodios, y en los nombres de los personajes. Esta localización se muestra solo brevemente en Estados Unidos, pero se muestra en su totalidad en Australia. La serie original Gatchaman finalmente fue doblada en inglés sin editar años más tarde por A.D. Vision.
Otra localización de doblaje muy controvertida fue transmitido por Kids WB 's de Cardcaptor Sakura, la adaptación doblada en inglés de Nelvana, que no solo fueron americanizados el ajuste y nombres, sino que en realidad cambió la personalidad de los personajes y el enfoque de la serie, hasta tal punto que el héroe era Syaoran Li en lugar de Sakura, y la clasificación de la serie cambió efectivamente de shōjo o "chica mágica" (orientado a niñas), a shōnen (orientado a niños), comedia de acción y fantasía; esta alteración resultó ser impopular, con el resultado de la cancelación de los DVD americanos y VHS de Cardcaptors después de solo 27 episodios debido a las bajas ventas y el lanzamiento de la versión subtitulada sin cortar vendiendo más que el doblaje al final, a pesar de ser lanzado por separado con poca fanfarria y prácticamente no extra características. Sin embargo el Reino Unido y las emisiones australianas de localización de Nelvana presentaron menos cambios (aunque todavía fuertemente editada), e incluso adaptaciones destacadas en inglés de los temas musicales originales japoneses.
La única serie con la localización dub pesada que no era un anime es la caricatura italiana Winx Club, que fue apodado por 4Kids.

## Localización de doblajes populares
Algunas localizaciones de doblaje se han ganado su popularidad por méritos propios, con incluso un puñado de títulos muy alterados que prueban ser igual o más populares que el original. Varios ejemplos incluyen algunos doblajes en comedia de A.D. Vision, en especial la "alternativa", el doblaje de Super Milk-chan y el (la verdad es todavía muy controvertido) doblaje en inglés de Ghost Stories, que al contrario de la serie original, era de naturaleza adulta y sobre todo una obra de parodia, y por lo tanto resultó popular entre un público muy diferente de la serie infantil original.
Sin embargo, el mejor ejemplo de una localización -de hecho, una localización extrema- que en realidad resultó ser muy popular, es probablemente Samurai Pizza Cats, la versión en inglés de Saban Entertainment, que todavía se alaba por su humor. Robotech, el resultado de varias series dobladas, y fusionadas, ha formado su propio grupo de fanes, e incluso ha resultado en varias películas y series. Macross, una de las series incluidas en Robotech, más tarde fue doblada en inglés sin reeditar por A.D. Vision. Una producción similar, Voltron, un doblaje en inglés de Beast King GoLion y Armored Fleet Dairugger XV, también ha tenido mucho éxito en los Estados Unidos.

## Series y películas con doblaje de marcado carácter localizado
- Cardcaptor Sakura (en forma de Cardcaptors) (Nelvana Dub).
- Detective Conan (FUNimation Entertainment, conocido en los Estados Unidos como Case Closed); el cambio de título se debió a problemas de derecho de autor. Se utilizaron nombres anglosajones pero se mantuvo el entorno japonés.
- Digimon (por Saban y más tarde Cloverway Inc.).
- Dragon Ball (original Harmony Gold doblado).
- Dragon Ball Z (original de corta duración FUNimation coproducida con Saban, después doblaje sin cortes que también tuvo una fuerte localización).
- Ghost Stories (doblado por A.D. Vision).
- Initial D (Tokyopop doblado).
- One Piece (original 4Kids doblado).
- Ojamajo Doremi (en forma de Magical DoReMi).
- Pocket Monsters (de 4Kids con el nombre americano establecido por Nintendo; Pokémon).
- Robotech (de Harmony Gold, doblaje inglés de varios anime japoneses que se fusionaron).
- Sailor Moon (de DiC Entertainment y más tarde Cloverway Inc.).
- Samurai Pizza Cats (de Saban Entertainment).
- Science Ninja Team Gatchaman (localizado como Battle of the Planets, y otra vez como G-Force: Guardians of Space antes de doblarlo directamente al inglés).
- Shaman King (de 4Kids).
- Sonic X (de 4Kids).
- Super Milk-chan (De A.D. Vision. Había también un doblaje sin cortar que se mantuvo fiel a la versión original japonesa de la serie. El doblaje localizado apareció como extra en el DVD de la serie.)
- Tokyo Mew Mew (4Kids, en la forma de Mew Mew Power).
- Voltron (de World Events Productions, el doblaje inglésBeast King GoLion y Armored Fleet Dairugger XV).
- Winx Club (de 4Kids).
- Yu-Gi-Oh! (de 4Kids y más tarde Saban Entertainment).

## Doblaje localizado en marketing
El doblaje de videos se ha convertido en una herramienta clave en la estrategia de internacionalización de las marcas. Este proceso permite que las empresas adapten su contenido audiovisual a diferentes mercados lingüísticos, facilitando así la comunicación con audiencias globales. Al doblar los videos en el idioma local, las marcas pueden mejorar la conexión emocional con los consumidores, lo que resulta en un mayor compromiso y lealtad.
Empresas de diferentes sectores, desde el entretenimiento hasta la educación y el e-learning, han visto cómo el doblaje amplía su alcance. En particular, el doblaje permite que los mensajes y valores de una marca resuenen mejor en contextos culturales diversos, algo esencial para una estrategia de marketing global exitosa. Además, estudios han demostrado que el contenido doblado puede aumentar significativamente la adhesión de los usuarios, mejorando la experiencia del espectador y construyendo relaciones duraderas con los clientes.
En resumen, el doblaje no solo ayuda a superar las barreras lingüísticas, sino que también es una inversión estratégica que puede aumentar el retorno de inversión al facilitar la expansión a nuevos mercados.